# Victorium putoranicum
Victorium putoranicum là một loài nhện thuộc chi đơn loài Victorium trong họ Linyphiidae. Chúng được Kirill Yuryevich Eskov miêu tả năm 1988.